# Кркобабич, Милан
Милан Кркобабич (серб. Милан Кркобабић; род. 12 октября 1952, Качарево, СФРЮ) — сербский политик и государственный деятель, министр без портфеля во Втором кабинете министров Александра Вучича. Министр сельского благосостояния с 28 октября 2020 года.
Милан Кркобабич родился в 1952 году в Качареве. Окончил экономический факультет Белградского университета. До 2008 года, в основном, работал в банковской сфере. В 2008—2012 годах был одним из заместителей Мэра Белграда. В сентябре 2012 года был назначен на должность генерального директора «Почты Сербии», которую занимал до августа 2016 года.
Милан Кркобабич длительное время изучал малый и средний бизнес. Автор первой концепции социального предпринимательства в Сербии. Был одним из основателей Партии объединенных пенсионеров Сербии, которую позднее возглавил. Был депутатом Народной скупщины Сербии, где руководил партийной фракцией.
11 августа 2016 года вошёл в состав Правительства Сербии в качестве министра без портфеля.
Женат, отец двух детей.